# Kāmeh-ye Pā'īn
Kāmeh-ye Pā'īn (persiska: کامه پائین, Kāmeh-ye Pā’īn) är en ort i Iran.   Den ligger i provinsen Khorasan, i den nordöstra delen av landet, 700 km öster om huvudstaden Teheran. Kāmeh-ye Pā'īn ligger 1 655 meter över havet och antalet invånare är 352.
Terrängen runt Kāmeh-ye Pā'īn är kuperad.Runt Kāmeh-ye Pā'īn är det ganska glesbefolkat, med 25 invånare per kvadratkilometer. Närmaste större samhälle är Robāţ-e Sang, 10,8 km norr om Kāmeh-ye Pā'īn. Trakten runt Kāmeh-ye Pā'īn består i huvudsak av gräsmarker.